# ナンバーワン野郎!
「ナンバーワン野郎!」（ナンバーワンやろう!）は、日本のロックバンド、ザ・クロマニヨンズの9枚目のシングルである。2011年9月14日、自身のレーベルHAPPY SONG RECORDSからリリース。

## 解説
- 前作から半年たってのシングル。2011年4月より、日清カップヌードルのCM(この国には、底力がある。編)に起用される。そのおよそ半年後にリリースされた。
- 「ナンバーワン野郎!」のプロモーションビデオ(PV)は、茨城県鹿嶋市にあるJリーグクラブ・鹿島アントラーズの本拠地、茨城県立カシマサッカースタジアムで収録され[1]、その後にYouTube上で開設されたザ・クロマニヨンズの公式チャンネル内でその一部が公開された。
- 2012年には中国放送（RCCテレビ）『RCCカープナイター／カープデーゲーム中継』のオープニングムービーで使われている。
- 2012年、東京セブンズ2012（7人制ラグビー国際ツアー日本大会）の選手入場行進曲として使用された。
- 2014年2月26日から、JR東日本南武線の武蔵小杉駅において発車メロディに採用された。これは同駅が最寄り駅の一つである川崎市等々力陸上競技場を本拠地とするJリーグクラブ・川崎フロンターレのサポーターがこの曲を応援歌として使用していることによる。

## 収録曲
1. ナンバーワン野郎!
（作詞・作曲:真島昌利）
2. アングラ番長
（作詞・作曲:甲本ヒロト）

全編曲：ザ・クロマニヨンズ

### 初回特典DVD
2011年2月21日 渋谷C.C.Lemonホールよりライブ映像収録
1. 「南南西に進路をとれ」
2. 「夢の島バラード」
3. 「タリホー」

## 参加アーティスト
- 甲本ヒロト
- 真島昌利
- 小林勝
- 桐田勝治